# Фуфидии
Фуфи́дии (лат. Fufidii) — римский плебейский род, происходивший, вероятно, из города Арпино. Из представителей его известны:
- Луций Фуфидий (II в. до н. э.), автор биографии своего друга, Марка Эмилия Скавра (консула 115 г. до н. э.), и способный адвокат[1];

- Луций Фуфидий (умер примерно в 79 году до н. э.), приверженец диктатора Суллы, достигший, благодаря покровительству последнего, высших должностей. Во время Серторианской войны он получил в управление провинцию Бетику (Дальняя Испания), но был разбит Серторием[1][2][3][4][5];

- Квинт Фуфидий (умер после 46 года до н. э.), римский всадник, друг Марка Туллия Цицерона. Служил у последнего военным трибуном в Киликии[6][7];

- Луций Фуфидий Поллион (умер после 166), легат-пропретор Галатии в 165 году, после - ординарный консул Римской империи[8].